# Utkarsh Ambudkar
Utkarsh Ambudkar ([ˈʊtkɑːrʃ æmˈbʊdkɑːr] UUT-karsh-_-am-BUUD-kar ; Baltimore, 8 de dezembro de 1983), também conhecido pelo seu nome artístico UTK the INC, é um ator e cantor norte-americano. Ele é notável pelos seus papéis que interpretou nos filmes Pitch Perfect (2012), Blindspotting (2018), Brittany Runs a Marathon (2019), The Broken Hearts Gallery (2020), Free Guy (2021), Tick, Tick... Boom! (2021) e World's Best (2023). Seus papéis na televisão incluem The Mindy Project, White Famous, Never Have I Ever, Mira, Royal Detective e Ghosts. Ele também apareceu na série limitada, The Dropout (2022).

## Biografia
Utkarsh Ambudkar nasceu em Baltimore, Maryland, filho de uma família indiana. Ele cresceu em Gaithersburg, onde seus pais, que emigraram da Índia na década de 1980, eram pesquisadores do Instituto Nacional de Saúde. Ele estrelou papéis de comédia na Thomas S. Wootton High School em Rockville, e obteve o título de Bacharel em Belas Artes pela Tisch School of the Arts da Universidade de Nova Iorque em 2004.

## Carreira
Ambudkar é um ex-VJ da MTV Desi. Ele apareceu no filme de comédia Pitch Perfect, como o personagem Donald, e nos programas de televisão The Mindy Project e The Muppets. Ele estava escalado para estrelar a série da Fox Eat, Pray, Thug, mas o programa não foi escolhido. Ambudkar fez o papel de Aaron Burr nas leituras de desenvolvimento de Hamilton. Anteriormente, ele interpretou Raj na sitcom Brockmire. Ele interpretou Jern no filme Brittany Runs a Marathon de 2019.
Ele interpretou Skatch em uma cena deletada do remake live-action de Mulan da Disney de 2020. No mesmo ano, ele apareceu em Godmothered, da Disney, e depois no filme de ação e comédia de 2021, Free Guy. Em 2020, Ambudkar estreou como o mangusto Chikku na série animada da Disney Jr. Mira, Royal Detective. Ele está atualmente estrelando a sitcom sobrenatural Ghosts (2021), da CBS.
Ambudkar apareceu em vários esquetes cômicos do YouTube, incluindo os grupos de comédia CollegeHumor e Key & Peele. Ambudkar estrelou Force Grey: Giant Hunters (2016) e Force Grey: Lost City of Omu (2017), uma websérie de Dungeons & Dragons com Matthew Mercer, onde ele interpretou o personagem Hitch. Em 2023, ele apareceu como um jogador convidado na campanha 3 da websérie Critical Role, também apresentada pela Mercer, como o feiticeiro Bor'Dor.

## Vida pessoal
Ambudkar casou-se em 2019 e tem três filhos. 
Ele lutou contra o alcoolismo no início da década de 2010. Em uma entrevista de 2023, ele revelou que estava sóbrio há oito anos e meio. Ele também afirmou que sua falta de sobriedade na época foi o motivo de ter sido substituído como Aaron Burr em Hamilton.

## Discografia
- The Gold Tusk EP (2006)
- Members Only EP (2012)[23]
- Vanity (2019)
- Petty (2019)

## Filmografia

### Filme
| Ano  | Título                              | Papel                 | Notas                 |
| ---- | ----------------------------------- | --------------------- | --------------------- |
| 2007 | Rocket Science                      | Ram                   |                       |
| 2008 | Last Call                           | Nikash                |                       |
| 2012 | Pitch Perfect                       | Donald                |                       |
| 2015 | Freaks of Nature                    | Parminder             |                       |
| 2016 | Ride Along 2                        | Amir                  |                       |
| 2016 | Barbershop: The Next Cut            | Raja                  |                       |
| 2017 | Basmati Blues                       | Rajit                 |                       |
| 2018 | Blindspotting                       | Rin                   |                       |
| 2018 | Game Over, Man!                     | Bae Awadi             |                       |
| 2019 | Brittany Runs a Marathon            | Jern Dahn             |                       |
| 2020 | Mulan                               | Skatch                | Cena deletada         |
| 2020 | The Broken Hearts Gallery           | Max Vora              | [ 24 ]                |
| 2020 | Godmothered                         | Grant                 |                       |
| 2021 | Tom & Jerry                         | Real Estate Rat (voz) |                       |
| 2021 | Free Guy                            | Mouser                |                       |
| 2021 | Tick, Tick... Boom!                 | Todd                  | [ 25 ]                |
| 2022 | The Ice Age Adventures of Buck Wild | Orson (voz)           |                       |
| 2022 | Marry Me                            | Coach Manny           |                       |
| 2022 | The Drop                            | Robbie                |                       |
| 2023 | World's Best                        | Suresh Patel          | Produtor e Roteirista |
| 2024 | My Dead Friend Zoe                  | Alex                  | [ 26 ]                |
| 2024 | Doin' It                            |                       | [ 27 ]                |

### Televisão
| Ano          | Título                       | Papel                                 | Notas                                |
| ------------ | ---------------------------- | ------------------------------------- | ------------------------------------ |
| 2006; 2010   | The Eletric Company          | UTK; Harry                            | 2 episódios                          |
| 2011         | Danni Lowinski               | Rasoul                                | Filme para TV                        |
| 2012         | Freestyle Love Supreme       | UTK                                   | Filme para TV                        |
| 2013–2017    | The Mindy Project            | Rishi Lahiri                          |                                      |
| 2013         | China, IL                    | Aladdin (voz)                         | Episódio: "Wild Hogs"                |
| 2016         | The Simpsons                 | Jay (voz)                             | Episódio: "Much Apu About Something" |
| 2016         | The Muppets                  | Pizza                                 |                                      |
| 2017         | White Famous                 | Malcolm                               |                                      |
| 2017         | The Problem with Apu         | Ele mesmo                             | Filme para TV                        |
| 2018         | Trolls: The Beat Goes On!    | Master Controll (voz)                 | Episódio: "Big Poppy"                |
| 2018         | Bartlett                     | Sanjay Kahn                           | 4 episódios                          |
| 2018–2020    | Brockmire                    | Raj                                   | 5 episódios                          |
| 2018–2020    | Harvey Street Kids           | Fredo (voz)                           | 17 episódios                         |
| 2020         | Mira, Royal Detective        | Chikku (voz)                          | Elenco principal                     |
| 2021–2023    | Never Have I Ever            | Mr. Manish Kulkarni                   | Recorrente (temporadas 2-4)          |
| 2021–2023    | Blindspotting                | Niles Turner                          | 2 episódios                          |
| 2021         | Robot Chicken                | Aang, Sora, Xenomorph Estudante (voz) | Episódio: "May Cause Numb Butthole"  |
| 2021–present | Ghosts                       | Jay Arondekar                         | Papel principal                      |
| 2021         | Special                      | Ravi                                  | 3 episódios                          |
| 2022         | The Dropout                  | Rakesh Madhava                        |                                      |
| 2023         | Moon Girl and Devil Dinosaur | Anand (voz)                           |                                      |
| 2023         | Celebrity Jeopardy!          | Ele mesmo                             | Temporada 2                          |
| 2024         | Avatar: The Last Airbender   | King Bumi                             | Papel recorrente                     |
| 2025         | Running Point                | Malkeet Dasari                        | Episódio: "Doljanchi"                |

### Rede
| Ano       | Título                            | Papel           | Notas                           |
| --------- | --------------------------------- | --------------- | ------------------------------- |
| 2016      | Force Grey: Caçadores de Gigantes | Hitch           | Papel principal; 6 episódios    |
| 2017–2018 | Force Grey: Lost City of Omu      | Hitch           | Papel principal; 20 episódios   |
| 2023      | Critical Role (campanha 3)        | Bor'Dor Dog'Son | Papel de convidado; 5 episódios |

## Teatro
| Ano     | Título                                                                      | Papel             |
| ------- | --------------------------------------------------------------------------- | ----------------- |
| 2004    | History of the Word                                                         | Ali               |
| 2005    | The Me Nobody Knows                                                         | Performer         |
| 2005    | The Snow Queen                                                              | Kay               |
| 2007    | History of the Word                                                         | Ali               |
| 2008    | Rafta, Rafta...                                                             | Etash Tailor      |
| 2008    | Animals Out of Paper                                                        | Suresh            |
| 2009    | Dov and Ali                                                                 | Ali               |
| 2010    | The Elaborate Entrance of Chad Deity                                        | Vigneshwar Paduar |
| 2012    | Modern Terrorism, or They Who Want to Kill Us and How We Learn to Love Them | Rahim             |
| 2013    | Hamilton                                                                    | Aaron Burr        |
| 2019    | Freestyle Love Supreme                                                      | Ele mesmo         |
| 2019–20 | Freestyle Love Supreme                                                      | Ele mesmo         |